# Светски дан за борбу против дезертификације и суше
Светски дан борбе против дезертификације и суше обележава се сваке године 17. јуна. Његова сврха је подизање свести о присуству дезертификације и суше, наглашавајући методе превенције дезертификације и опоравка од суше. Сваке године глобална прослава има јединствен, нов нагласак који раније није био развијен.
Овај дан је проглашен резолуцијом Генералне скупштине Уједињених нација А/РЕС/49/115 30. јануара 1995. године, након дана када је израђена Конвенција Уједињених нација за борбу против дезертификације.

## Дезертификација и циљеви одрживог развоја
Агенда циљева за одрживи развој 2030 изјављује да смо „одлучни да заштитимо планету од деградације, укључујући кроз одрживу потрошњу и производњу, одрживо управљање њеним природним ресурсима и предузимање хитних акција у вези са климатским променама, како би могла да подржи потребе садашње и будуће генерације ". Конкретно, СДГ циљ 15: Живот на копну наводи решеност Уједињених нација и земаља потписница СДГ-а да зауставе и преокрену деградацију земљишта.